# Fiódor Iósifovich Krávchenko
Fiódor Iósifovich Krávchenko, en ruso Фёдор Ио́сифович Кра́вченко (Unarakovo, Krasnodar, 1912 - Moscú, 1 de diciembre de 1988) fue un agente del Servicio de Inteligencia Militar soviético (GRU) que operó bajo los alías de "KLEIN", "MAGNAT" y "PANCHO" sirviendo, entre otros destinos, en la guerra civil española y en la España de la posguerra.

## Biografía

### Primeros años y reclutamiento
Kravchenko nació en el pequeño pueblo de Unarakovo, región de Krasnodar, en el año 1912. Unos meses después sus padres emigraron a Uruguay, país en el que permanecieron durante dieciséis años. En 1929 la familia Kravchenko retornó a la Unión Soviética y el joven Fedor, que hablaba perfectamente español, comenzó a trabajar en la Internacional Juvenil Comunista, donde fue reclutado en 1936 por la inteligencia militar del Ejército Rojo.

### Guerra civil española
Kravchenko fue destinado a España donde, con el seudónimo de "capitán Antonio", trabajó como intérprete y hombre de confianza del general Dmitri Pávlov. Tras dos años de servicio, volvió a Moscú a mediados de 1938. 

### Espía en Uruguay
A su vuelta recibió entrenamiento para operar como "ilegal" (un agente que opera sin la cobertura de un cargo oficial o un pasaporte diplomático) en el extranjero. Su primer destino como tal fue el país en el que había crecido, Uruguay. Para ello recibió una identidad falsa, viajando como "Manuel Ronsero" , un hombre de negocios. Esta cobertura le permitió operar en varios países latinoamericanos, incluyendo México.

### Segunda Guerra Mundial
En octubre de 1941, cuatro meses después de la invasión nazi de la URSS, Kravchenko fue llamado de vuelta a Moscú, donde se le sometió a una investigación interna de la que resultó exonerado. Los agentes del GRU destinados en el exterior y en particular aquellos que habían pasado por España fueron uno de los objetivos principales de la Gran Purga estalinista, pero Kravchenko consiguió salir indemne y fue destinado a operaciones de guerrilla y sabotaje tras las líneas alemanas. 
Durante tres años mandó un destacamento guerrillero en territorio enemigo y en 1945 le fue otorgada la distinción más alta que podía conceder la Unión Soviética: la Orden de Lenin con la medalla de oro de Héroe de la Unión Soviética. 

### Operaciones contra el régimen franquista
A principios de mayo de 1945 Kravchenko recibe una nueva misión. Fue nombrado "ilegal" en Toulouse, una ciudad situada convenientemente cerca de la frontera española y, en esas fechas, llena de exiliados republicanos. Allí le esperaba Dolores Ibárruri, que le proporcionó los documentos de su nueva identidad: un pasaporte español falsificado a nombre de "Antonio García Serrano". Con La Pasionaria como lugarteniente y usando a modo de cobertura la empresa Société Commerciale Fernandez-Valledor, Kravchenko coordinó un grupo de españoles que, infiltrándose a través de la frontera, pusieron en pie tres redes de informadores en Madrid, Valencia y Barcelona. Uno de los integrantes de dicho grupo fue Domingo Ungría, excomandante del XIV Cuerpo de Ejército Guerrillero republicano, que también combatió tras las líneas alemanas en el frente del Este y que perdió la vida al ser sorprendido intentando cruzar la frontera española a finales de 1945.

### Últimos años
En 1951 Kravchenko pasó a la reserva activa con el grado de mayor. Junto a otros antiguos oficiales de Inteligencia comienza a trabajar en la Sociedad Soviética por la Amistad y las Relaciones Culturales con Países Extranjeros, donde desempeñó el cargo de vicepresidente de la Sociedad de Amistad Soviético-Uruguaya. 
Falleció en Moscú el 1 de diciembre de 1988 y fue enterrado con honores militares en el cementerio de Kuntsevo. Su obituario apareció en el diario oficial del ejército, Krasnaya Zvezda .